# Allium kubeysdaghense
Allium kubeysdaghense — вид квіткових рослин з родини цибулевих (Allioideae). Вид зі східної Анатолії, описаний у провінції Елязиг. 

## Діагностика
Морфологічно подібний до A. turcicum і A. turcicum subsp. fusciflorum. Але він відрізняється папірусоподібною зовнішньою тунікою; гнучкими, пурпуровими чи зеленими черешками на верхній частині листя; піхвами листків, що покривають до 2/3 загальної довжини черешка; краями листя з 3–6 шкірчастими зубцями; бородавчастою поверхнею листя; невосковою, кремовою чи білою оцвітиною дзвонової форми; різною будовою і формою внутрішніх і зовнішніх листочок оцвітини; сітчастою поверхнею зав'яззю.

## Етимологія
Новий вид отримав свою назву від Султана Кубейса, який дав назву горі Султана Кубейса та де розташована його могила.

## Екологія
Росте на вершині гір, у кам'янистих степових районах на висоті 2200–2315 м над рівнем моря.

## Морфологічна характеристика
Цибулинний багаторічник, цибулина одинарна, яйцеподібна, 1,5–2 × 1–1,5 см у діаметрі; зовнішні оболонки сіруваті, чорнуваті. Стеблина 16–33 × 1–2,5 мм; пряма, верхня частина іноді згинається; пурпурови чи зелена; зазвичай до 2/3 загальної довжини вкрито шкірчастими піхвами листя ± ребриста. Листя (2) 3–4 шт., 7–15 × 2–3 мм; іноді перевищують суцвіття; поверхня густо біло бородавчаста. Суцвіття нещільне, зонтикоподібне, злегка розпростерте, 3,5–6 см в діаметрі, з 20–60 квітками. Оцвітина 4–4,75 × 3–4 мм, дзвонової форми, листочки оцвітини неоднакові. Зовнішні листочки оцвітини 3,9–4,5 × 1,6–2 мм; внутрішні — 3.5–4.5 × 1.5–1.8 мм. Тичинки чітко виступають із оцвітини, пурпурові; пиляки жовті. Коробочка куляста, трироздільна, 4–4.5 × 4–4.2 мм. Насінина довгаста, 3.5–4 × 1.6–2 мм.